# Beach tennis
Le beach tennis, est un jeu de balle avec raquette. Sa pratique ludique a évolué vers un sport réglementé, avec une adaptation du jeu de tennis aux conditions de la plage ou plateau de sable. 

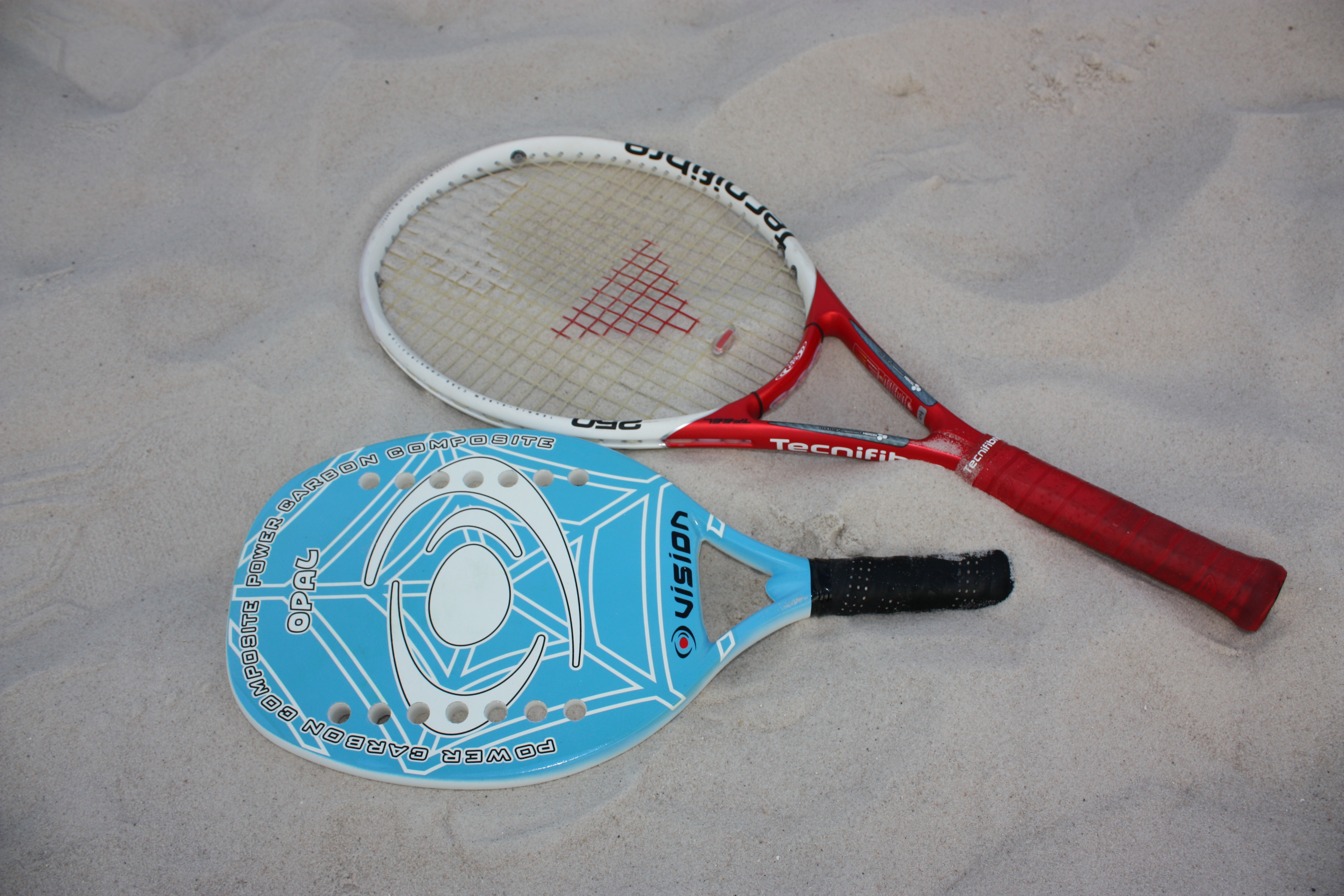
Raquette de beach tennis traditionnelle (raquette pleine) et raquette de tennis classique utilisée en Amérique du Nord.

Les origines du beach-tennis (à ne pas confondre avec le beach ball, qui se joue avec de fines raquettes en bois, une balle plastique, sans filet et sans limites de terrain) sont floues. Les premiers terrains sont apparus en Italie, dans la province de Ravenne, au début des années 1980. Ce simple jeu de raquette consistant à se renvoyer la balle a vu ses règles s'établir progressivement : utilisation de terrains de beach-volley, descente du filet à 1,70 m, organisation de matchs… Les propriétaires de plages voulant distraire agréablement leur clientèle construisirent les équipements nécessaires, permettant ainsi au beach tennis de se développer.

## Au préalable
Le beach-tennis se pratique traditionnellement sur la plage, mais on peut y jouer n’importe où, à partir du moment où l’on dispose de la place nécessaire. On peut également y jouer en intérieur, sur un terrain de volley traditionnel ou dans un parc de verdure. Le beach-tennis reprend les mêmes principes que le tennis, exception faite du rebond : la balle se frappe uniquement de volée.

## Pour découvrir

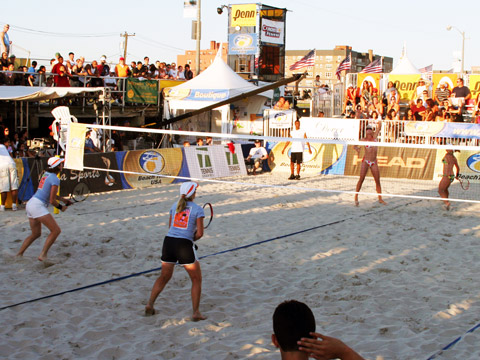
Partie de beach tennis à Long Beach dans l'État de New York aux États-Unis, 2008

Les débutants désirant se familiariser avec le matériel peuvent d'abord effectuer des échanges avec leur partenaire, en les faisant durer le plus longtemps possible, sans compter les points, sans filet et sur une aire informelle (pas de surface ou de dimensions de terrain spécifiques). Dans un second temps, ils pourront pratiquer sur un terrain avec un filet à la hauteur adaptée.

## Règles applicables
- Nombre de jeux : Une partie se joue en deux sets de 3, 4 (mixte), 5 ou 6 jeux.
- Points dans le jeu : les points se comptent comme au tennis (0/15/30/40). Il n'y a pas d'avantage après 40/40, il y a jeu.
- Service : le serveur est sélectionné par tirage au sort. Le service se fait où l'on veut derrière la ligne de fond de court, vers n’importe quelle partie du terrain adverse. Il n'y a pas de let. Il n'y a pas de deuxième balle au service.
- Changement de côté : aux jeux impairs, à 1-5-9-13-17 ... au tie-break.
- Fautes :
- Lorsque la balle retombe dans son propre camp ou à l’extérieur du terrain (lignes exclues). Si un joueur retourne une balle « faute », on dira alors qu’il accepte que le jeu continue et la faute est annulée. 
- Lorsque la balle passe en dessous du filet.
- Faute de pied au service, si le serveur a un pied sur la ligne de fond ou sous celle-ci, ou à l'intérieur de l'aire de jeu quand la balle est frappée.

## Beach tennis en France

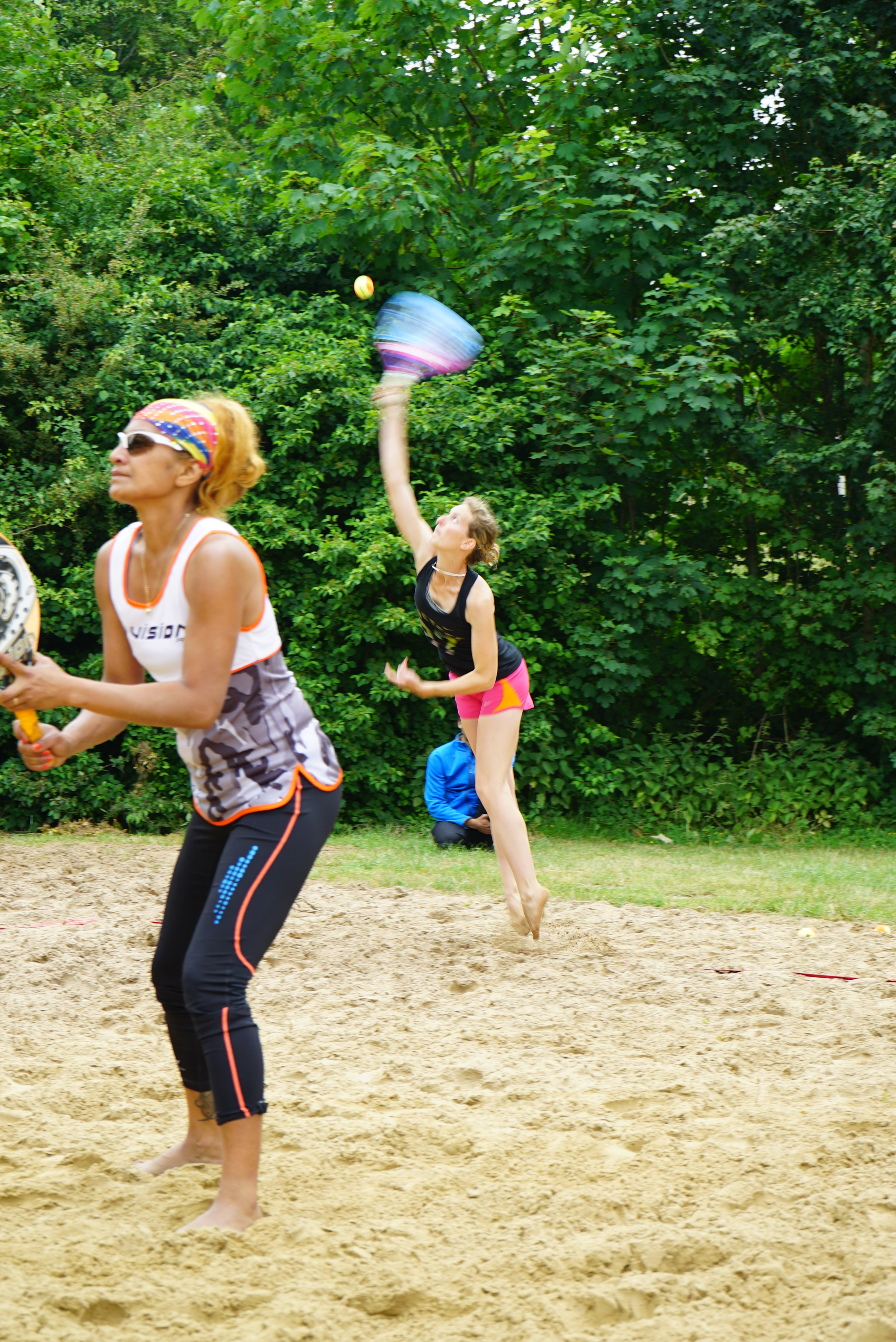
Exemple de tournoi à Sillery.

- Le beach tennis se pratiquant sur la plage, cela reste avant tout un sport saisonnier, tributaire des conditions météorologiques. Toutefois, il se pratique toute l'année et par tout temps avec du textile adapté.
Le beach tennis est populaire sur tous les territoires en France : métropolitaine, Corse, Antilles, Nouvelle Calédonie, Guyane, Réunion et Mayotte. Plusieurs clubs se sont bien implantés sur l'île de La Réunion, où la pratique du beach tennis se développe considérablement, grâce à quoi la France fait partie des meilleures nations au niveau mondial et européen. Malgré cela, c'est un sport encore jeune qui ne demande qu'à se démocratiser sur les plages du littoral métropolitain mais également sur les territoires non côtiers.
- Avec l'arrivée de la FFT et l'ITF dans le circuit du beach tennis, le bureau fédéral de la FFT a décidé le 28 novembre 2008 de créer les championnats de France de beach tennis. À l'issue de phases qualificatives disputées dans les 36 ligues, du mois d'avril à juillet, les qualifiés disputent la phase finale en septembre à Calvi dans la ligue de Corse, lors des quatre premieres années. Ces championnats comprennent deux épreuves : le double dames et le double messieurs. Pour participer aux championnats, il est nécessaire de prendre contact avec votre ligue.
Il existe aussi des tournois organisés par les différentes associations qui commencent à naître sur le territoire.
- Les championnats de France 2009, ayant eu lieu en Corse, ont vu la victoire des paires hommes et femmes réunionnaises. Si les Réunionnais ont un temps d'avance dû à leur expérience du jeu, cette saison aura également été marquée par la poussée de la pratique en France métropolitaine, avec l'émergence de nombreuses associations et la montée en niveau des pratiquant(e)s hexagonaux.
- Depuis 2022, les championnats de France de beach tennis jeunes sont ouverts à deux catégories jeunes U14 et U18.

## Équipement
- Le beach tennis se joue avec des raquettes pleines, c'est-à-dire sans cordage, qui peuvent peser entre 340 et 390 grammes, et mesurer entre 48 et 50 cm (raquette adulte). La plupart de ces raquettes sont fabriqués par des marques Italiennes (comme MBT, Vision et d'autres), mais on trouve depuis quelque temps chez le commerçant français Décathlon, avec leur marque propre Sandever.
- Les balles utilisées au beach tennis, sont des balles de minitennis, orange et jaune (stage 2). Elles sont plus légères et plus molles que les balles de tennis classiques. Et elles sont utilisées pour avoir de plus longs échanges, ce qui rend le jeu plus intéressant, mais aussi pour réduire le risque de blessure dû à la dureté des balles de tennis.